# FEI Nations Cup 2016 (Dressurreiten)
Der FEI Nations Cup 2016 im Dressurreiten (2016 FEI Nations Cup™ Dressage) war die vierte Saison des Nations Cups der Dressurreiter.

## Ablauf der Turnierserie
Wie im Vorjahr umfasste die Nationenpreisserie sechs Etappen. Nur drei Turniere, die Teil des Nations Cup 2015 waren, fanden sich auch im Kalender der Saison 2016 wieder: Wellington, Rotterdam und Falsterbo. In Frankreich wurde Compiègne als neuer Austragungsort ausgewählt, in Deutschland kehrte der Nationenpreis nach einem Jahr Pause wieder nach Aachen zurück. Das britische Turnier Dressage at Hickstead wurde abgesagt, ganz neu im Programm ist eine dänische Etappe.
Ausgeschrieben waren die Turniere erneut als CDIO 3* oder CDIO 5*. Für die Nationenpreisveranstalter standen drei unterschiedliche Modi für die Nationenpreise zur Auswahl:
- Das Ergebnis des Grand Prix de Dressage (drei oder vier Reiter pro Mannschaft) wird mit den Ergebnissen aus Grand Prix Spécial (zwei Reiter pro Mannschaft) und Grand Prix Kür (ein oder zwei Reiter pro Mannschaft, nur ein Kürergebnis pro Mannschaft zählt für die Gesamtwertung) addiert,
- Der olympische Mannschaftswettbewerbsmodus: Grand Prix de Dressage und Grand Prix Spécial zählen für den Nationenpreis (nur für CDIO 5* zulässig) oder
- abweichende Ausschreibung (nur außerhalb Europas, Genehmigung durch die FEI erforderlich)

Die Turniere wurden im Zeitraum vom 29. März bis 17. Juli 2016 durchgeführt. Die Punktevergabe erfolgte anhand der Platzierung, bei CDIO 5*-Turnieren wurden mehr Wertungspunkte vergeben als bei 3*-Turnieren.

## Die Prüfungen

### 1. Prüfung: Vereinigte Staaten
Der Auftakt zur Saison 2016 fand bei der einzigen nicht-europäischen Etappe des Nations Cup statt: Austragungsort des amerikanischen Nationenpreisturniers war Wellington in Florida. Das Turnier wurde als 12. Woche der hiesigen Dressurturnierserie Global Dressage Festival vom 29. März bis 3. April 2016 ausgetragen und war als CDIO 3* ausgeschrieben.
Die Wellington kam für den Nationenpreis ein besonderes Reglement zum Einsatz, dass mehr Nationen eine Teilnahme ermöglichen sollte: Dabei traten die Mannschaftsmitglieder nicht nur auf Grand Prix-Niveau an den Start, um den Sieger des Nationenpreises zu ermitteln. Stattdessen konnten die Reiter entweder im Grand Prix de Dressage und im Grand Prix Spécial oder im Prix St. Georges und in der Intermediaire I antreten. Um den Schwierigkeitsunterschied zu berücksichtigen, wurden die Ergebnisse der Grand Prix-Tour jeweils um einen Faktor von 1,5 Prozent pro Reiter erhöht.
Im Unterschied zu den Vorjahren traten für die meisten Mannschaften einheitlich in einer Tour an, also entweder ritten alle Reiter in den Grand Prix-Prüfungen (Equipen Australiens, Kanadas und der Vereinigten Staaten) oder traten in der kleinen Tour an (Spanien, Dänemark und Costa Rica). Der deutsche Verband wurde dafür kritisiert, dass er seine Mannschaft wenige Wochen vor dem Nationenpreis zurückzog. Es war eine Mannschaft mit vier Reitern in der kleinen Tour geplant gewesen, hiervon nahm man laut Presseberichten aufgrund „gewisser Standards“ jedoch Abstand.
|                  | Mannschaft         | Reiter                    | Pferde          | Prozent    | Prozent                      | Prozent           | Prozent    | Prozent               | Prozent     | Prozent | Wertungs- punkte |
| Prix St. Georges | Mannschaft         | Reiter                    | Pferde          | Grand Prix | 1. Tag (Grand Prix: + 1,5 %) | Inter- mediaire I | GP Spécial | 2. Tag (GPS: + 1,5 %) | Endergebnis |         | Wertungs- punkte |
| ---------------- | ------------------ | ------------------------- | --------------- | ---------- | ---------------------------- | ----------------- | ---------- | --------------------- | ----------- | ------- | ---------------- |
| 1                | Vereinigte Staaten | Laura Graves              | Verdades        | —          | 76,860                       | 78,360            | —          | 78,294                | 79,794      |         |                  |
| 1                | Vereinigte Staaten | Shelly Francis            | Doktor          | —          | 71,740                       | 73,240            | —          | (69,588)              | (71,088)    |         |                  |
| 1                | Vereinigte Staaten | Kasey Perry-Glass         | Dublet          | —          | 73,000                       | 74,500            | —          | 74,882                | 76,382      |         |                  |
| 1                | Vereinigte Staaten | Arlène Page               | Woodstock       | —          | (69,762)                     | (71,262)          | —          | 70,922                | 72,422      |         |                  |
| 1                | Vereinigte Staaten |                           |                 |            |                              | 226,100           |            |                       | 228,598     | 454,698 | 10               |
| 2                | Kanada             | Megan Lane                | Caravella       | —          | 68,360                       | 69,860            | —          | 69,667                | 71,167      |         |                  |
| 2                | Kanada             | Jacqueline Brooks         | D Niro          | —          | (67,720)                     | (69,220)          | —          | (69,078)              | (70,578)    |         |                  |
| 2                | Kanada             | Karen Pavicic             | Don Daiquiri    | —          | 68,820                       | 70,320            | —          | 69,529                | 71,029      |         |                  |
| 2                | Kanada             | Belinda Trussell          | Anton           | —          | 70,920                       | 72,420            | —          | 72,412                | 73,912      |         |                  |
| 2                | Kanada             |                           |                 |            |                              | 212,600           |            |                       | 216,108     | 428,708 | 8                |
| 3                | Spanien            | Juan Matute Guimon        | Dhannie Ymas    | 71,868     | —                            | 71,868            | 74,526     | —                     | 74,526      |         |                  |
| 3                | Spanien            | Pablo Gomez Molina        | Lanzado de Ymas | (62,684)   | —                            | (62,684)          | 67,211     | —                     | 67,211      |         |                  |
| 3                | Spanien            | Alfonso Ramirez           | Cosmico         | 64,895     | —                            | 64,895            | (62,947)   | —                     | (62,947)    |         |                  |
| 3                | Spanien            | Juan Antonio Jiménez Cobo | Elevado         | 67,000     | —                            | 67,000            | 68,921     | —                     | 68,921      |         |                  |
| 3                | Spanien            |                           |                 |            |                              | 203,763           |            |                       | 210,658     | 414,421 | 7                |
| 4                | Dänemark           | Mikala Münter Gundersen   | My Lady         | —          | 72,240                       | 73,740            | —          | 74,647                | 76,147      |         |                  |
| 4                | Dänemark           | Rikke Poulsen             | Pikk Elena      | 66,184     | —                            | 66,184            | 64,605     | —                     | 64,605      |         |                  |
| 4                | Dänemark           | Lars Petersen             | Quascai Nexen   | (N.GES.)   | —                            | (0,000)           | (N.GES.)   | —                     | (0,000)     |         |                  |
| 4                | Dänemark           | Signe Kirk Kristiansen    | Roberto         | 63,026     | —                            | 63,026            | 64,763     | —                     | 64,763      |         |                  |
| 4                | Dänemark           |                           |                 |            |                              | 202,950           |            |                       | 205,515     | 408,465 | 6                |
| 5                | Costa Rica         | Anne Marie Egerstrom      | Amorino         | 64,789     | —                            | 64,789            | 64,895     | —                     | 64,895      |         |                  |
| 5                | Costa Rica         | Christer Egerstrom        | Bello Oriente   | 66,526     | —                            | 66,526            | 67,316     | —                     | 67,316      |         |                  |
| 5                | Costa Rica         | Michelle Batalla          | Vivi Light      | 63,634     | —                            | 63,634            | 63,868     | —                     | 63,868      |         |                  |
| 5                | Costa Rica         |                           |                 |            |                              | 194,949           |            |                       | 196,079     | 391,028 | 5                |
| 6                | Australien         | Kelly Layne               | Von Primaire    | —          | 66,420                       | 67,920            | —          | 69,157                | 70,657      |         |                  |
| 6                | Australien         | Kim Gentry                | Leonardo        | —          | 55,280                       | 56,780            | —          | N.Q.                  | 1,500       |         |                  |
| 6                | Australien         | Ilse Schwarz              | Cadenza         | —          | 59,640                       | 61,140            | —          | N.Q.                  | 1,500       |         |                  |
| 6                | Australien         |                           |                 |            |                              | 185,840           |            |                       | 211,599     | 259,497 | 4                |

(Ausgeklammerte Prozentpunkte zählen als Streichergebnis nicht für das Mannschaftsergebnis)

### 2. Prüfung: Dänemark
Mitte Mai wurde der Nations Cup fortgesetzt, vom 13. bis 16. Mai 2016 fand in Odense die erste Woche des Odense Horse Festivals statt (eine Woche später wurde hier das Nationenpreisturnier der Springreiter ausgetragen). Bei diesem CDIO 3* mussten alle Nationenpreisreiter im Grand Prix antreten, als zweite Wertungsprüfung stand wahlweise der Grand Prix Spécial (zwei Reiter pro Equipe) und die Grand Prix Kür auf dem Programm.
Während nach dem Grand Prix de Dressage noch Schweden in Führung lag, sicherte sich Dänemark mit besseren Ergebnissen in den zweiten Teilprüfungen äußerst knapp den Gesamtsieg. Bereits mit deutlichem Abstand folgte die deutsche Mannschaft auf dem dritten Rang.
|            | Mannschaft         | Reiter                     | Pferde               | Prozent    | Prozent | Prozent  | Wertungs- punkte |
| Grand Prix | Mannschaft         | Reiter                     | Pferde               | GP Spécial | GP Kür  |          | Wertungs- punkte |
| ---------- | ------------------ | -------------------------- | -------------------- | ---------- | ------- | -------- | ---------------- |
| 1          | Dänemark           | Cathrine Dufour            | Cassidy              | 73,400     | 75,961  | —        |                  |
| 1          | Dänemark           | Agnete Kirk Thinggaard     | Jojo                 | 72,960     | —       | 73,975   |                  |
| 1          | Dänemark           | Daniel Bachmann Andersen   | Hotline              | 69,500     | 70,725  | —        |                  |
| 1          | Dänemark           | Lisbeth Seierskilde        | Raneur               | (66,920)   | —       | (65,275) |                  |
| 1          | Dänemark           |                            |                      | 436,521    | 436,521 | 436,521  | 10               |
| 2          | Schweden           | Therese Milshagen          | Dante Weltino OLD    | 72,940     | —       | 75,425   |                  |
| 2          | Schweden           | Rose Mathisen              | Zuidenwind           | 71,920     | 71,922  | —        |                  |
| 2          | Schweden           | Juliette Ramel             | Buriel               | 71,860     | 72,137  | —        |                  |
| 2          | Schweden           | Paulinda Frieberg          | Di Lapponia T        | (66,680)   | —       | (71,500) |                  |
| 2          | Schweden           |                            |                      | 436,204    | 436,204 | 436,204  | 8                |
| 3          | Deutschland        | Kathleen Keller            | Daintree             | 68,780     | —       | 71,600   |                  |
| 3          | Deutschland        | Brigitte Wittig            | Bodega W             | 68,540     | 67,471  | —        |                  |
| 3          | Deutschland        | Marcus Hermes              | Cabanas              | 67,800     | 67,922  | —        |                  |
| 3          | Deutschland        | Svenja Peper               | Disneyworld          | (66,900)   | —       | (68,925) |                  |
| 3          | Deutschland        |                            |                      | 412,113    | 412,113 | 412,113  | 7                |
| 4          | Australien         | Kristy Oatly               | Du Soleil            | 69,520     | 70,569  | —        |                  |
| 4          | Australien         | Mary Hanna                 | Umbro                | 66,920     | —       | 68,000   |                  |
| 4          | Australien         | Maree Tomkinson            | Diamantina           | 66,100     | 65,020  | —        |                  |
| 4          | Australien         |                            |                      | 406,129    | 406,129 | 406,129  | 6                |
| 5          | Vereinigte Staaten | Katherine Bateson-Chandler | Alcazar              | 69,000     | —       | (66,000) |                  |
| 5          | Vereinigte Staaten | Beatrice Marienau          | Stafano              | 67,160     | 67,294  | —        |                  |
| 5          | Vereinigte Staaten | Jennifer Hoffmann          | Rubino NRW           | 65,780     | —       | 67,800   |                  |
| 5          | Vereinigte Staaten | Susan Dutta                | Currency             | (63,220)   | 66,490  | —        |                  |
| 5          | Vereinigte Staaten |                            |                      | 403,524    | 403,524 | 403,524  | 5                |
| 6          | Großbritannien     | Richard Davison            | Bubblingh            | 66,180     | 67,392  | —        |                  |
| 6          | Großbritannien     | Gillian Davison            | Alfranco             | 65,840     | 66,745  | —        |                  |
| 6          | Großbritannien     | Emily Kate Cousins         | Solo Bachelorette    | 65,200     | —       | 68,650   |                  |
| 6          | Großbritannien     | Bobby Hayler               | Aldborough Rubinhall | (AUFG)     | —       | —        |                  |
| 6          | Großbritannien     |                            |                      | 400,007    | 400,007 | 400,007  | 4                |
| 7          | Finnland           | Anna von Wendt             | Denzel               | 65,640     | —       | 65,450   |                  |
| 7          | Finnland           | Mikaela Lindh              | Gamin G              | 64,780     | 66,510  | —        |                  |
| 7          | Finnland           | Stella Hagelstam           | Julitrea             | 64,660     | 66,431  | —        |                  |
| 7          | Finnland           |                            |                      | 393,471    | 393,471 | 393,471  | 3                |

(Ausgeklammerte Prozentpunkte zählen als Streichergebnis nicht für das Mannschaftsergebnis)

### 3. Prüfung: Frankreich
Bereits ein Wochenende nach Odense fand die dritte Station des Nations Cups statt. Nach drei Jahren in Vidauban fand das französische Nationenpreisturnier in Compiègne statt. Das CDIO 5*-Turnier wurde vom 19. bis 22. Mai 2016 ausgetragen.
Die Veranstaltung war von starken Regenfällen betroffen. Während der Grand Prix noch ausgerichtet werden konnte, waren die Bedingungen am Turniersonntag zu schlecht für eine weitere Durchführung des Nationenpreises. Der Grand Prix Spécial entfiel ganz, in der Grand Prix Kür gingen nur drei Reiter an den Start. Für die Nationenpreiswertung zählte daher nur der Grand Prix. Hier dominierte die Mannschaft der Vereinigten Staaten von Amerika.
|   | Mannschaft         | Reiter                | Pferde                | Prozent  | Wertungs- punkte |
| - | ------------------ | --------------------- | --------------------- | -------- | ---------------- |
| 1 | Vereinigte Staaten | Laura Graves          | Verdades              | 75,440   |                  |
| 1 | Vereinigte Staaten | Shelly Francis        | Doktor                | (71,120) |                  |
| 1 | Vereinigte Staaten | Allison Brock         | Roosevelt             | 73,920   |                  |
| 1 | Vereinigte Staaten | Kasey Perry-Glass     | Dublet                | 77,440   |                  |
| 1 | Vereinigte Staaten |                       |                       | 226,800  | 15               |
| 2 | Schweden           | Emilie Nyreröd        | Miata                 | 70,060   |                  |
| 2 | Schweden           | Jennie Larsson        | Zircon Spring Flower  | (70,020) |                  |
| 2 | Schweden           | Patrik Kittel         | Deja                  | 74,640   |                  |
| 2 | Schweden           | Mads Hendeliowitz     | Jimmie Choo SEQ       | 70,340   |                  |
| 2 | Schweden           |                       |                       | 215,040  | 13               |
| 3 | Frankreich         | Stephanie Brieussel   | Amorak                | (66,060) |                  |
| 3 | Frankreich         | Ludovic Henry         | After You             | 71,440   |                  |
| 3 | Frankreich         | Karen Tebar           | Don Luis              | 75,060   |                  |
| 3 | Frankreich         | Pierre Volla          | Badina Altena         | 67,160   |                  |
| 3 | Frankreich         |                       |                       | 213,660  | 11               |
| 4 | Deutschland        | Jenny Lang-Nobbe      | Loverboy              | 70,400   |                  |
| 4 | Deutschland        | Bernadette Brune      | Spirit of the Age OLD | 69,360   |                  |
| 4 | Deutschland        | Annabel Frenzen       | Cristobal             | (65,600) |                  |
| 4 | Deutschland        | Kathleen Keller       | Daintree              | 68,740   |                  |
| 4 | Deutschland        |                       |                       | 208,500  | 9                |
| 5 | Belgien            | Jeroen Devroe         | Eres                  | 69,820   |                  |
| 5 | Belgien            | Jorinde Verwimp       | Tiamo                 | 71,360   |                  |
| 5 | Belgien            | Mario van Orshaegen   | Wilco V               | 66,940   |                  |
| 5 | Belgien            |                       |                       | 208,120  | 7                |
| 6 | Großbritannien     | Hayley Watson-Greaves | Rubins Nite           | 68,780   |                  |
| 6 | Großbritannien     | Laura Tomlinson       | Rosalie B             | 69,500   |                  |
| 6 | Großbritannien     | Anna Louise Ross      | Die Callas            | (68,220) |                  |
| 6 | Großbritannien     | Lara Griffith         | Rubin Al Asad         | 69,240   |                  |
| 6 | Großbritannien     |                       |                       | 207,520  | 6                |
| 7 | Niederlande        | Kim Schmid            | Theodoor              | 63,320   |                  |
| 7 | Niederlande        | Margo Timmermans      | Catch Me              | 68,260   |                  |
| 7 | Niederlande        | Adelinde Cornelissen  | Parzival              | 75,400   |                  |
| 7 | Niederlande        |                       |                       | 206,980  | 5                |
| 8 | Schweiz            | Caroline Häcki        | Rigoletto Royal CH    | 69,760   |                  |
| 8 | Schweiz            | Antonella Joannou     | Dandy de la Roche     | 69,280   |                  |
| 8 | Schweiz            | Birgit Wientzek Pläge | For Compliment        | 67,340   |                  |
| 8 | Schweiz            |                       |                       | 206,380  | 4                |

(Ausgeklammerte Prozentpunkte zählen als Streichergebnis nicht für das Mannschaftsergebnis)

### 3. Prüfung: Niederlande
Im Rahmen des CHIO Rotterdam fand der niederländische Dressur-Nationenpreis statt. Das Turnier fand vom 23. bis zum 26. Juni 2016 statt, die Dressurprüfungen waren als CDIO 5* ausgeschrieben.
Auch in Rotterdam wurde die Nationenpreisvariante ausgewählt, bei der sich das Endklassement aus den Ergebnissen des Grand Prix (alle Reiter), Grand Prix Spécial (zwei Reiter pro Mannschaft) und Grand Prix Kür (übrige Mannschaftsreiter) zusammensetzt. Besonderheit in Rotterdam war, dass nur die Reiter der besten fünf Mannschaften aus dem Grand Prix für die zweiten Teilprüfungen startberechtigt waren. Die Reiter der sechst- und siebentplatzierten Equipen hingegen waren nur in einer Trostprüfung startberechtigt, die nicht für die Nationenpreiswertung zählte.
Der Nationenpreis von Rotterdam war sehr stark besetzt: Keine Mannschaft blieb im Durchschnitt ihrer Reiter im Grand Prix unter 70 Prozent. Die Niederlande, die Vereinigten Staaten, Schweden und Frankreich waren mit ihren stärksten Paaren am Start. Mit einem Durchschnitt von über 75 Prozent sowohl im Grand Prix als auch in den zweiten Teilprüfungen (Gesamtergebnis nach Abzug der Streichergebnisse: 460,167) siegte die Mannschaft der Gastgeber.
Für die zweiten Teilprüfungen legte das Reglement fest, dass beide Ergebnisse des Grand Prix Spécial sowie das beste Ergebnis aus der Grand Prix Kür in die Wertung eingeht, also das schlechtere Kürergebnis stets das Streichergebnis ist. Hiervon waren die drittplatzierten Schweden besonders betroffen: Ihr zweitbestes Kürergebnis von 78,675 Prozent wurde gestrichen, stattdessen ging auch das schwächere Ergebnis aus dem Spécial (67,412 %, damit über 10 Prozent Differenz) in das Endergebnis ein. Aufgrund der hohen Ergebnisse der Reiter der Vereinigten Staaten hätte es für die Schweden jedoch auch bei anderem Reglement nicht zum zweiten Platz gereicht.
|            | Mannschaft         | Reiter                   | Pferde                | Prozent    | Prozent  | Prozent  | Wertungs- punkte |
| Grand Prix | Mannschaft         | Reiter                   | Pferde                | GP Spécial | GP Kür   |          | Wertungs- punkte |
| ---------- | ------------------ | ------------------------ | --------------------- | ---------- | -------- | -------- | ---------------- |
| 1          | Niederlande        | Danielle Heijkoop        | Siro                  | (70,780)   | —        | (73,675) |                  |
| 1          | Niederlande        | Adelinde Cornelissen     | Parzival              | 76,140     | 76,725   | —        |                  |
| 1          | Niederlande        | Diederik van Silfhout    | Arlando               | 76,240     | —        | 79,475   |                  |
| 1          | Niederlande        | Hans Peter Minderhoud    | Johnson               | 79,240     | 72,353   | —        |                  |
| 1          | Niederlande        |                          |                       | 460,167    | 460,167  | 460,167  | 15               |
| 2          | Vereinigte Staaten | Shelly Francis           | Doktor                | (70,680)   | —        | (72,800) |                  |
| 2          | Vereinigte Staaten | Kasey Perry-Glass        | Dublet                | 74,580     | 71,765   | —        |                  |
| 2          | Vereinigte Staaten | Steffen Peters           | Legolas               | 76,040     | —        | 79,650   |                  |
| 2          | Vereinigte Staaten | Laura Graves             | Verdades              | 76,300     | 77,314   | —        |                  |
| 2          | Vereinigte Staaten |                          |                       | 455,649    | 455,649  | 455,649  | 13               |
| 3          | Schweden           | Rose Mathisen            | Zuidenwind            | (69,620)   | (67,412) | —        |                  |
| 3          | Schweden           | Juliette Ramel           | Buriel                | 73,880     | 73,431   | —        |                  |
| 3          | Schweden           | Patrik Kittel            | Deja                  | 74,380     | —        | (78,675) |                  |
| 3          | Schweden           | Tinne Vilhelmson Silfvén | Don Auriello          | 75,720     | —        | 79,750   |                  |
| 3          | Schweden           |                          |                       | 444,573    | 444,573  | 444,573  | 11               |
| 4          | Frankreich         | Stephanie Brieussel      | Amorak                | (67,740)   | 68,314   | —        |                  |
| 4          | Frankreich         | Ludovic Henry            | After You             | 69,240     | —        | (69,925) |                  |
| 4          | Frankreich         | Pierre Volla             | Badina Altena         | 69,720     | 69,882   | —        |                  |
| 4          | Frankreich         | Karen Tebar              | Don Luis              | 74,440     | —        | 78,375   |                  |
| 4          | Frankreich         |                          |                       | 429,961    | 429,961  | 429,961  | 9                |
| 5          | Großbritannien     | Lara Griffith            | Rubin Al Asad         | 71,360     | 71,137   | —        |                  |
| 5          | Großbritannien     | Michael George Eilberg   | Dornröschen           | 67,860     | —        | 70,975   |                  |
| 5          | Großbritannien     | Laura Tomlinson          | Rosalie B             | 72,660     | 69,608   | —        |                  |
| 5          | Großbritannien     | Gareth Hughes            | Classic Briolinca     | (N.GES.)   | —        | —        |                  |
| 5          | Großbritannien     |                          |                       | 423,600    | 423,600  | 423,600  | 7                |
| 6          | Deutschland        | Kathleen Keller          | Daintree              | (68,080)   |          |          |                  |
| 6          | Deutschland        | Juliane Brunkhorst       | Fürstano              | 71,260     |          |          |                  |
| 6          | Deutschland        | Bernadette Brune         | Spirit of the Age OLD | 68,460     |          |          |                  |
| 6          | Deutschland        | Charlott-Maria Schürmann | Burlington FRH        | 72,000     |          |          |                  |
| 6          | Deutschland        |                          |                       | ⌀ 70,573   |          |          | —                |
| 7          | Belgien            | Delphine Meiresonne      | Wipsy van het Heihof  | 67,400     |          |          |                  |
| 7          | Belgien            | Mario van Orshaegen      | Wilco V               | (66,000)   |          |          |                  |
| 7          | Belgien            | Jeroen Devroe            | Eres                  | 71,220     |          |          |                  |
| 7          | Belgien            | Jorinde ver Wimp         | Tiamo                 | 72,100     |          |          |                  |
| 7          | Belgien            |                          |                       | ⌀ 70,240   |          |          | —                |

(Ausgeklammerte Prozentpunkte zählen als Streichergebnis nicht für das Mannschaftsergebnis)

### 4. Prüfung: Schweden
Das zweite Jahr in Folge war die Falsterbo Horse Show Austragungsort des schwedischen Nationenpreisturniers. Das Turnier, dessen Dressurprüfungen als CDIO 5* ausgeschrieben waren, wurde vom 7. bis 10. Juli 2016 ausgetragen. Auch in Falsterbo kommt der Modus aus Grand Prix und zwei zweiten Wertungsprüfungen (zwei Mannschaftsreiter starten im Grand Prix Spécial, einer in der Grand Prix Kür) zum Einsatz. Abweichend von den bisherigen Etappen dürfen in Falsterbo nur drei Reiter pro Equipe an den Start gehen.
|            | Mannschaft  | Reiter                  | Pferde                | Prozent         | Prozent         | Prozent         | Wertungs- punkte |
| Grand Prix | Mannschaft  | Reiter                  | Pferde                | GP Spécial      | GP Kür          |                 | Wertungs- punkte |
| ---------- | ----------- | ----------------------- | --------------------- | --------------- | --------------- | --------------- | ---------------- |
| 1          | Schweden    | Jennie Larsson          | Zircoon Spring Flower | 69,900          | 71,275          | —               |                  |
| 1          | Schweden    | Rose Mathisen           | Zuidenwind            | 71,780          | 73,510          | —               |                  |
| 1          | Schweden    | Patrik Kittel           | Delaunay              | 73,300          | —               | 74,475          |                  |
| 1          | Schweden    |                         |                       | 434,2 (434,240) | 434,2 (434,240) | 434,2 (434,240) | 15               |
| 2          | Dänemark    | Helene Melsen           | Aston Martin          | 67,840          | 69,569          | —               |                  |
| 2          | Dänemark    | Lena Leschly Aamann     | Fanero                | 66,820          | 65,000          | —               |                  |
| 2          | Dänemark    | Rikke Svane             | Finckenstein TSF      | 72,420          | —               | 74,175          |                  |
| 2          | Dänemark    |                         |                       | 415,8 (415,824) | 415,8 (415,824) | 415,8 (415,824) | 13               |
| 3          | Russland    | Marina Aframeewa        | Vosk                  | 69,860          | 67,882          | —               |                  |
| 3          | Russland    | Inessa Merkulowa        | Avans                 | 67,420          | —               | 71,650          |                  |
| 3          | Russland    | Jekaterina Maslowa      | Flashman              | 65,940          | 67,902          | —               |                  |
| 3          | Russland    |                         |                       | 410,7 (410,654) | 410,7 (410,654) | 410,7 (410,654) | 11               |
| 4          | Niederlande | Margo Timmermans        | Catch Me              | 66,320          | 67,059          | —               |                  |
| 4          | Niederlande | Mirelle Kemenade-Witlox | Decor Vivaldo         | 67,540          | 67,882          | —               |                  |
| 4          | Niederlande | Marjan van der Jagt     | Radetzky              | 69,580          | —               | 69,725          |                  |
| 4          | Niederlande |                         |                       | 408,1 (408,106) | 408,1 (408,106) | 408,1 (408,106) | 9                |
| 5          | Deutschland | Marcus Hermes           | Cabanas               | 57,840          | 61,529          | —               |                  |
| 5          | Deutschland | Nadine Husenbeth        | Florida               | 71,040          | —               | 72,250          |                  |
| 5          | Deutschland | Helen Langehanenberg    | Damsey FRH            | 67,960          | 72,706          | —               |                  |
| 5          | Deutschland |                         |                       | 403,3 (403,325) | 403,3 (403,325) | 403,3 (403,325) | 7                |

(Ausgeklammerte Prozentpunkte zählen als Streichergebnis nicht für das Mannschaftsergebnis)

### 5. Prüfung: Deutschland
Da das britische Nationenpreisturnier in Hickstead abgesagt wurde, war das deutsche Nationenpreisturnier Mitte Juli bereits die letzte Nations-Cup-Etappe der Saison.
Die Dressurprüfungen des CDIO 5* im Rahmen des CHIO Aachen wurden vom 14. bis 17. Juli 2016 in Aachen ausgetragen. Im Gegensatz zu den übrigen europäischen Etappen wurde in Aachen das olympische Nationenpreisformat ausgewählt, bei dem sich das Mannschaftsergebnis aus den Ergebnissen des Grand Prix und des Grand Prix Spécial zusammensetzt.
Da der CHIO zeitgleich zu den niederländischen Meisterschaften und eine Woche nach dem CDI 3* Hartpury (der als letzter Test der britischen Reiter vor den Olympischen Spielen diente) stattfand, waren die schwersten Gegner der deutschen Equipe nicht oder nur mit einer „zweiten Mannschaft“ am Start. In der ersten Teilprüfung, dem Grand Prix, hatten alle deutschen Mannschaftsreiter Probleme bei den Zweierwechseln. Trotz dieser Fehler überzeugten die Paare, keiner kam unter 75 Prozent (drei deutsche Reiter über 80 Prozent), so dass Deutschland bereits hier mit fast 28 Prozentpunkten klar in Führung lag.
Für die zweite Teilprüfung, den Grand Prix Spécial, qualifizierten sich die sechs besten Equipen aus dem Grand Prix sowie alle weiteren Reiter, die in der ersten Teilprüfung auf ein Ergebnis von über 70 Prozent kamen (deren Ergebnis wiederum für ihre Mannschaften zählte). Im Grand Prix Spécial bestätigten sowohl die führenden Deutschen als auch die zweitplatzierten US-Amerikaner ihre Leistungen und beendeten mit zum Grand Prix fast identischen Mannschaftsergebnissen den Nationenpreis.
|            | Mannschaft         | Reiter                     | Pferde               | Prozent    | Prozent  | Prozent | Wertungs- punkte |
| Grand Prix | Mannschaft         | Reiter                     | Pferde               | GP Spécial | Gesamt   |         | Wertungs- punkte |
| ---------- | ------------------ | -------------------------- | -------------------- | ---------- | -------- | ------- | ---------------- |
| 1          | Deutschland        | Sönke Rothenberger         | Cosmo                | (75,600)   | (76,412) |         |                  |
| 1          | Deutschland        | Dorothee Schneider         | Showtime FRH         | 80,700     | 81,902   |         |                  |
| 1          | Deutschland        | Isabell Werth              | Weihegold OLD        | 83,271     | 80,686   |         |                  |
| 1          | Deutschland        | Kristina Bröring-Sprehe    | Desperados FRH       | 82,314     | 83,725   |         |                  |
| 1          | Deutschland        |                            |                      | 246,285    | 246,313  | 492,598 | 15               |
| 2          | Vereinigte Staaten | Katherine Bateson-Chandler | Alcazar              | (66,314)   | (N.GES.) |         |                  |
| 2          | Vereinigte Staaten | Arlène Page                | Woodstock            | 68,971     | 71,451   |         |                  |
| 2          | Vereinigte Staaten | Shelly Francis             | Doktor               | 72,200     | 70,647   |         |                  |
| 2          | Vereinigte Staaten | Steffen Peters             | Legolas              | 77,243     | 76,627   |         |                  |
| 2          | Vereinigte Staaten |                            |                      | 218,414    | 218,725  | 437,139 | 13               |
| 3          | Dänemark           | Daniel Bachmann Andersen   | Hotline              | 71,071     | (70,686) |         |                  |
| 3          | Dänemark           | Anders Dahl                | Selten               | (70,057)   | 71,078   |         |                  |
| 3          | Dänemark           | Agnete Kirk Thinggaard     | Jojo                 | 72,171     | 71,176   |         |                  |
| 3          | Dänemark           | Cathrine Dufour            | Cassidy              | 71,000     | 73,922   |         |                  |
| 3          | Dänemark           |                            |                      | 214,242    | 216,176  | 430,418 | 11               |
| 4          | Spanien            | Sergio Martin Palos        | Altaneiro            | (68,586)   | 68,529   |         |                  |
| 4          | Spanien            | José Manuel Lucena Estrada | Wolk                 | 68,786     | (62,922) |         |                  |
| 4          | Spanien            | Juan Matute Guimon         | Don Diego Ymas       | 69,743     | 67,725   |         |                  |
| 4          | Spanien            | Severo Jesus Jurado Lopez  | Lorenzo              | 74,357     | 76,176   |         |                  |
| 4          | Spanien            |                            |                      | 212,886    | 212,430  | 425,316 | 9                |
| 5          | Schweden           | Kristian von Krusenstierna | Languedoc            | 67,357     | (65,667) |         |                  |
| 5          | Schweden           | Paulinda Friberg           | Di Lapponia T        | (65,543)   | 68,176   |         |                  |
| 5          | Schweden           | Michelle Hagman            | Happiness            | 71,214     | 70,118   |         |                  |
| 5          | Schweden           | Tinne Vilhelmson Silfvén   | Pardon Magi          | 74,086     | 74,235   |         |                  |
| 5          | Schweden           |                            |                      | 212,657    | 212,529  | 425,186 | 7                |
| 6          | Großbritannien     | Daniel Watson              | Amadeus              | 66,886     | 66,588   |         |                  |
| 6          | Großbritannien     | Sarah Millis               | Hofjuwel             | (64,229)   | (65,784) |         |                  |
| 6          | Großbritannien     | Michael Eilberg            | Marakov              | 72,000     | 72,216   |         |                  |
| 6          | Großbritannien     | Emile Faurie               | Weekend Fun          | 72,886     | 69,843   |         |                  |
| 6          | Großbritannien     |                            |                      | 211,772    | 208,647  | 420,419 | 6                |
| 7          | Belgien            | Mario van Orshaegen        | Wilco V              | (65,343)   | N.Q.     |         |                  |
| 7          | Belgien            | Delphine Meiresonne        | Wipsy van het Heihof | 65,829     | N.Q.     |         |                  |
| 7          | Belgien            | Jorinde Verwimp            | Tiamo                | 73,071     | 72,961   |         |                  |
| 7          | Belgien            | Jeroen Devroe              | Eres                 | 71,329     | 68,725   |         |                  |
| 7          | Belgien            |                            |                      | 210,229    | 141,686  | 351,915 | 5                |
| 8          | Australien         | Maree Tomkinson            | Diamantina           | 65,043     | N.Q.     |         |                  |
| 8          | Australien         | Suzanne Hearn              | Remmington           | 67,500     | N.Q.     |         |                  |
| 8          | Australien         | Lyndal Oatley              | Sandro Boy           | 71,671     | 70,039   |         |                  |
| 8          | Australien         |                            |                      | 204,214    | 70,039   | 274,253 | 4                |
| 9          | Japan              | Yuko Kitai                 | Don Lorean           | 68,600     | N.Q.     |         |                  |
| 9          | Japan              | Akane Kuroki               | Toots                | (61,443)   | N.Q.     |         |                  |
| 9          | Japan              | Kiichi Harada              | Egistar              | 67,543     | N.Q.     |         |                  |
| 9          | Japan              | Masanao Takahashi          | Fabriano             | 68,314     | N.Q.     |         |                  |
| 9          | Japan              |                            |                      | 204,457    |          |         | —                |

(Ausgeklammerte Prozentpunkte zählen als Streichergebnis nicht für das Mannschaftsergebnis)

## Gesamtwertung
Pro Nation gehen die Wertungspunkte von maximal vier Stationen in den Gesamtwertung ein.
|    |                    | USA | DEN | FRA | NED | SWE | GER | Wertungs- punkte |
| -- | ------------------ | --- | --- | --- | --- | --- | --- | ---------------- |
| 1  | Vereinigte Staaten | 10  | (5) | 15  | 13  | —   | 13  | 51               |
| 2  | Schweden           | —   | 8   | 13  | 11  | 15  | (7) | 47               |
| 3  | Dänemark           | 6   | 10  | —   | —   | 13  | 11  | 40               |
| 4  | Deutschland        | —   | 7   | 9   | (0) | 7   | 15  | 38               |
| 5  | Niederlande        | —   | —   | 5   | 15  | 9   | —   | 29               |
| 6  | Großbritannien     | —   | 4   | 6   | 7   | —   | 6   | 23               |
| 7  | Frankreich         | —   | —   | 11  | 9   | —   | —   | 20               |
| 8  | Spanien            | 7   | —   | —   | —   | —   | 9   | 16               |
| 9  | Australien         | 4   | 6   | —   | —   | —   | 4   | 14               |
| 10 | Belgien            | —   | —   | 7   | 0   | —   | 5   | 12               |
| 11 | Russland           | —   | —   | —   | —   | 11  | —   | 11               |
| 12 | Kanada             | 8   | —   | —   | —   | —   | —   | 8                |
| 13 | Costa Rica         | 5   | —   | —   | —   | —   | —   | 5                |
| 14 | Schweiz            | —   | —   | 4   | —   | —   | —   | 4                |
| 15 | Finnland           | —   | 3   | —   | —   | —   | —   | 3                |

Anmerkungen zur Gesamtwertung:
1. ↑  Laut der von der FEI veröffentlichten Tabelle hat Costa Rica in Wellington 8 Wertungspunkte erhalten. Dies lässt sich anhand des Ergebnisses jedoch nicht nachvollziehen.